# 李翰卿
李翰卿（—1941年），字墨林，山东省濮縣(在今河南省境内)人，中華民國軍人，官至中將。他為中国抗日战争期間陣亡的中國軍方高級將領之一。

## 生平
1932年，畢業自福建隨營學校之李翰卿因戰功升任57師團長，並參與第一階段之國共內戰。七七事變後，參與813淞滬會戰、武漢外圍戰及長沙會戰。1941年年初，升任57師步兵指揮官，官拜中將。同年9月，於長沙第二次會戰中於江西上高陣亡。1943年6月25日，中華民國政府特以1479號褒揚令明令褒揚。